# Partit Social Liberal Andalús
Partit Social Liberal Andalús (PSLA) fou un partit polític fundat el 1977 d'àmbit regionalista i centrista andalús, fundat i dirigit per Manuel Clavero Arévalo i Antonio José Delgado de Jesús. El 1978 es va integrar en la coalició UCD.